# Piłka siatkowa w Polsce
Piłka siatkowa jest uprawianą w Polsce olimpijską dyscypliną sportową (jedną z najbardziej popularnych w kraju). Zorganizowane rozgrywki siatkarskie prowadzone są przez PZPS i PLS SA. PZPS jest członkiem organizacji międzynarodowych: FIVB i CEV.

## Historia
Do Polski siatkówka trafiła za pośrednictwem YMCA (z ang. Young Men's Christian Association - Związek Chrześcijańskiej Młodzieży Męskiej), a pierwszy mecz pokazowy miał miejsce w Warszawie w 1919. Rok później w Łodzi rozegrano turniej drużyn szkolnych.
Początkowo piłkę siatkową uprawiano głównie w szkołach. Gra nosiła wiele popularnych nazw, takich jak: przebijanka, latająca piłka czy dłoniówka. W Polsce spopularyzowali ją głównie instruktorzy YMCA. Jedna z pierwszych sekcji siatkarskich powstała w klubie Śmiały utworzonym przy gimnazjum imienia Pawła Giżyckiego w Warszawie. Potem zaczęto rozgrywać regularne rozgrywki międzyszkolne.
Od 1923 roku nastąpił gwałtowny rozwój polskiej piłki siatkowej. Utworzono pierwsze sekcje siatkarskie i kluby. W Warszawie powstały takie drużyny jak: Orzeł Warszawa, Orkan, 13 Drużyna Harcerska. Z czasem kluby powstawały w innych miastach. W Warszawie na bazie Orkana powstał AZS. Utworzono też inne klub, m.in.: Polonia, YMCA, Warszawianka, Zieloni, Victoria. W Łodzi powstał Harcerski Klub Sportowy, YMCA Łódź, Tur, Absolwenci, ŁKS, zaś w Krakowie: YMCA i Cracovia. Kluby powstawały również m.in. we Lwowie, Białymstoku, Lublinie, Poznaniu i wielu innych miastach. Uregulowano sprawy organizacyjne, doprowadzając do powstania rozgrywek centralnych.
W okresie międzywojennym siatkówka była zrzeszona, razem z paroma innymi dyscyplinami, w Polskim Związku Palanta i Gier Ruchowych. W 1925 roku Polski Związek Palanta zmienił nazwę na Polski Związek Palanta i Gier Ruchowych (rok później już Polski Związek Gier Ruchowych). Zajmował się sześcioma grami zespołowymi, w tym też siatkówką. W 1928 roku związek przekształcił się w Polski Związek Gier Sportowych. Na jego czele stanął Tadeusz Chrapowicki. Za kluczową dla polskiej siatkówki datę oficjalnych narodzin siatkarskiego związku uznaje się rok 1928. Wówczas Warszawa i Łódź zorganizowały mistrzostwa swoich miast. Doszło również do spotkania reprezentacji Łodzi i Warszawy (zarówno wśród mężczyzn jak i kobiet).
W 1929 roku w Warszawie odbyły się pierwsze mistrzostwa Polski w piłce siatkowej. W kategorii kobiet zwyciężył zespół AZS Warszawa, natomiast wśród mężczyzn mistrzostwo zdobyli siatkarze YMCA Łódź.
Polski Związek Piłki Siatkowej (PZPS) jako samodzielny związek sportowy został powołany do życia 30 czerwca 1957, podczas Krajowej Konferencji Sprawozdawczo-Wyborczej Piłki Siatkowej. Głównym partnerem a zarazem sponsorem PZPS jest Polkomtel SA, który wspiera także Reprezentacje Polski w piłce siatkowej kobiet i mężczyzn.
Reprezentacja polskich siatkarek pierwszy mecz rozegrała w Warszawie 14 lutego 1948, pokonując Czechosłowację 3:1. Reprezentacja siatkarzy zadebiutowała na arenie międzynarodowej także z Czechosłowacją w Warszawie 28 lutego 1948, przegrywając 2:3.

## Polski Związek Piłki Siatkowej
Polski Związek Piłki Siatkowej (PZPS) jest ogólnokrajowym związkiem sportowym działającym na terenie Rzeczypospolitej Polskiej, posiadającym osobowość prawną, będącym jedynym prawnym reprezentantem polskiej siatkówki (zarówno mężczyzn, jak i kobiet we wszystkich kategoriach wiekowych) w kraju i za granicą.
PZPS zajmuje się rozwojem siatkówki w Polsce, organizuje rozgrywki ligowe (poza Polską Ligą Siatkówki, czyli męską PlusLigą i PLS 1. Ligą oraz Tauron Ligą kobiet) oraz pucharowe w kraju (związek organizuje początkowe rundy rozgrywek tj. w których udziału nie biorą jeszcze kluby PlusLigi oraz Tauron Ligi), będąc jednocześnie odpowiedzialnym za funkcjonowanie wszystkich reprezentacji.
Jest członkiem FIVB oraz CEV.

## Reprezentacja Polski
Reprezentacje Polski w piłce siatkowej mężczyzn oraz kobiet są dwoma najważniejszymi zespołami siatkarskimi w kraju, powoływanymi przez selekcjonera, w których występować mogą wszyscy zawodnicy posiadający obywatelstwo polskie, niezależnie od wieku, narodowości, czy wyznania. Za ich funkcjonowanie odpowiedzialny jest Polski Związek Piłki Siatkowej.

## Rozgrywki mężczyzn

### PlusLiga
PlusLiga jest najwyższą w hierarchii klasą męskich ligowych rozgrywek siatkarskich w Polsce, będąc jednocześnie najwyższym szczeblem centralnym (I poziom ligowy). Rywalizacja w niej toczy się - co sezon, systemem ligowym wraz z play-offami - o tytuł Mistrza Polski oraz grę w europejskich pucharach organizowanych przez CEV, a za jej prowadzenie odpowiada Polska Liga Siatkówki (PLS SA). Najsłabsze drużyny spadają do PLS 1. Ligi.
Zobacz też: Puchar Polski w piłce siatkowej mężczyzn.

### I liga polska w piłce siatkowej mężczyzn
PLS 1. Liga jest drugą w hierarchii klasą męskich ligowych rozgrywek siatkarskich w Polsce, będąc jednocześnie drugim szczeblem centralnym (II poziom ligowy). Rywalizacja w niej toczy się - co sezon, systemem ligowym wraz z play-offami w jednej grupie rozgrywkowej - o awans do PlusLigi, a za jej prowadzenie odpowiada Polska Liga Siatkówki (PLS SA). Po spełnieniu wymogów regulaminowych zwycięzca ligi awansuje do najwyższej klasy rozgrywkowej. Najsłabsze drużyny są relegowane do II ligi.

### II liga polska w piłce siatkowej mężczyzn
II liga polska w piłce siatkowej mężczyzn jest trzecią w hierarchii klasą męskich ligowych rozgrywek siatkarskich w Polsce, będąc jednocześnie trzecim i ostatnim poziomem ligowym zaliczanym do szczebla centralnego (III poziom ligowy). Rywalizacja w niej toczy się - co sezon, systemem ligowym wraz z play-offami w czterech równorzędnych grupach rozgrywkowych - o awans do PLS 1. Ligi, a za jej prowadzenie odpowiada Polski Związek Piłki Siatkowej (PZPS). Rozgrywa się turnieje półfinałowe i finałowe o awans. Dwie najlepsze drużyny ligi (wyłonione w turnieju finałowym) awansują do I ligi. Najsłabsze drużyny każdej z grup są relegowane do wojewódzkich grup III ligi prowadzonych przez Wojewódzkie Związki Piłki Siatkowej.

### III liga polska w piłce siatkowej mężczyzn
III liga polska w piłce siatkowej mężczyzn (zwana również w niektórych regionach I ligą wojewódzką) jest czwartą w hierarchii - po PLS (PlusLidze i PLS 1. Lidze) i II lidze - klasą męskich ligowych rozgrywek siatkarskich w Polsce. Rywalizacja w niej toczy się - co sezon, systemem ligowym oraz w niektórych województwach później także systemem play-off - o awans do II ligi, a za jej prowadzenie odpowiadają Wojewódzkie Związki Piłki Siatkowej. Rozgrywa się turnieje półfinałowe i finałowe o awans. Osiem najlepszych drużyn ligi awansuje do II ligi. W niektórych województwach najsłabsze drużyny są relegowane do IV ligi, jeśli w danym województwie ona funkcjonuje.

### IV liga polska w piłce siatkowej mężczyzn
IV liga polska w piłce siatkowej mężczyzn (zwana również w niektórych regionach II ligą wojewódzką) jest piątą w hierarchii, ostatnią ligą – po PLS (PlusLidze i PLS 1. Lidze), II lidze i III lidze – klasą męskich ligowych rozgrywek siatkarskich w Polsce. Rywalizacja w niej toczy się - co sezon systemem ligowym oraz w niektórych województwach później także systemem play-off - o awans do III ligi. Za jej prowadzenie odpowiadają Wojewódzkie Związki Piłki Siatkowej. Rozgrywki na tym szczeblu prowadzone są tylko w wybranych województwach. Najlepsze drużyny każdego z województw awansują do III ligi. Jest to najniższa męska liga siatkarska w Polsce.

## Rozgrywki kobiet

### Tauron Liga
Tauron Liga jest najwyższą w hierarchii klasą kobiecych ligowych rozgrywek siatkarskich w Polsce, będąc jednocześnie najwyższym szczeblem centralnym (I poziom ligowy). Rywalizacja w niej toczy się - co sezon, systemem ligowym wraz z play-offami - o tytuł Mistrza Polski oraz grę w europejskich pucharach organizowanych przez CEV (fazie grupowej bądź eliminacjach). Najsłabsze drużyny są relegowane do I ligi.
Zobacz też: Puchar Polski w piłce siatkowej kobiet i Superpuchar Polski w piłce siatkowej kobiet.

### I liga polska w piłce siatkowej kobiet
I liga polska w piłce siatkowej kobiet – jest drugą w hierarchii (po Tauron Lidze) klasą kobiecych ligowych rozgrywek siatkarskich w Polsce, będąc jednocześnie drugim szczeblem centralnym (II poziom ligowy). Rywalizacja w niej toczy się co sezon, systemem ligowym wraz z play-offami w jednej grupie rozgrywkowej o awans do Tauron Ligi. Za jej prowadzenie odpowiada Polski Związek Piłki Siatkowej (PZPS). Najsłabsze drużyny są relegowane do II ligi.

### II liga polska w piłce siatkowej kobiet
II liga polska w piłce siatkowej kobiet jest trzecią w hierarchii - po Tauron Lidze i I lidze - klasą kobiecych ligowych rozgrywek siatkarskich w Polsce, będąc jednocześnie trzecim i ostatnim szczeblem poziomu centralnego (III poziom ligowy). Rywalizacja w niej toczy się - co sezon, systemem ligowym wraz z play-offami w czterech równorzędnych grupach rozgrywkowych - o awans do I ligi, a za jej prowadzenie odpowiada Polski Związek Piłki Siatkowej (PZPS). Najsłabsze drużyny każdej z grup są relegowane do III ligi.

### III liga polska w piłce siatkowej kobiet
III liga polska w piłce siatkowej kobiet jest czwartą w hierarchii - po PLS (Tauron Lidze), I lidze i II lidze - klasą żeńskich ligowych rozgrywek siatkarskich w Polsce. Rywalizacja w niej toczy się - co sezon, systemem ligowym - o awans do II ligi, a za jej prowadzenie odpowiadają Wojewódzkie Związki Piłki Siatkowej. W województwie śląskim najsłabsze drużyny są relegowane do IV ligi.

### IV liga polska w piłce siatkowej kobiet
IV liga polska w piłce siatkowej kobiet jest piątą w hierarchii - po PLS (Tauron Lidze), I lidze, II lidze i III lidze - klasą żeńskich ligowych rozgrywek siatkarskich w Polsce. Rywalizacja w niej toczy się - co sezon, systemem ligowym - o awans do III ligi, a za jej prowadzenie odpowiadają Wojewódzkie Związki Piłki Siatkowej. Rozgrywki na tym szczeblu aktualnie są prowadzone tylko w województwie śląskim. Również w tym województwie najsłabsze drużyny relegowane są do V ligi.

### V liga polska w piłce siatkowej kobiet
V liga polska w piłce siatkowej kobiet jest szóstą w hierarchii, ostatnią ligą - po PLS (Tauron Lidze), I lidze, II lidze, III lidze i IV lidze - klasą żeńskich ligowych rozgrywek siatkarskich w Polsce. Rywalizacja w niej toczy się - co sezon, systemem ligowym - o awans do IV ligi, a za jej prowadzenie odpowiadają Wojewódzkie Związki Piłki Siatkowej. Rozgrywki na tym szczeblu aktualnie są prowadzone tylko w województwie śląskim. Jest to najniższy poziom ligowy istniejący w Polsce.